# Sarah Crossan
Œuvres principales
- Swimming pool
- Inséparables
- Moon Brothers
- "La Loi du Dôme"

Sarah Crossan est une autrice irlandaise née le 4 janvier 1981 à Dublin, connue notamment pour ses romans pour adolescents et pour ses romans en vers libre.

## Biographie
Sarah Crossan est diplômée de philosophie et littérature à l'Université de Warwick en 1999. En 2003, elle obtient un master en création littéraire dans la même université.
Elle enseigne l'anglais pendant plusieurs années à l'Université de Cambridge.
En 2010, récipiendaire d'une bourse de la fondation Edward Albee, elle se consacre à l'écriture d'un premier roman, The Weight of Water (trad. Swimming pool), qui parait en 2012.  
Ses romans sont plusieurs fois récompensés. 

## Œuvre

### SérieLa loi du dôme
- La loi du dôme ((en) Breathe, Bloomsbury, 2012), Bayard Jeunesse, 2016, 448 p.,  (ISBN 978-2747047142), traduction de Camille Kohler Dolez
- La loi du dôme tome 2 : L'espoir ((en) Resist, Bloomsbury, 2013), Bayard Jeunesse, 2016, 440 p.,  (ISBN 978-2747060622), traduction de Camille Kohler Dolez

### One-shots
- (en) Apple and Rain, Bloomsbury, 2015, 328 p.,  (ISBN 978-1408827130), non traduit en français
- Inséparables ((en) One, Bloomsbury, 2015), Rageot, 2017, 406 p.,  (ISBN 978-2700253269), traduction de Clémentine Beauvais
- Swimming Pool ((en) The Weight of Water, Bloomsbury, 2012), Rageot, 2018, 256 p.,  (ISBN 978-2700256444), traduction de Clémentine Beauvais
- Moon Brothers ((en) Moonrise, Bloomsbury, 2017), Rageot, 2019, 384 p.,  (ISBN 978-2700273687), traduction de Clémentine Beauvais
- Toffee et moi ((en) Toffee, Bloomsbury, 2019), Rageot, 2020, 384 p.,  (ISBN 978-2700273915), traduction de Clémentine Beauvais
- Quand pique ton coeur (en) Here is the Beehive, Bloomsbury, 2020, 272 p.,  (ISBN 978-1526619495)
- (en) Hey, Zoey,Bloomsbury, 2024,  (ISBN 978-1526619822), non traduit en français

### Collectif
- (en) Here I stand, Walker Books, 2016, 320 p.,  (ISBN 978-1406358384) : recueil de nouvelles de 24 auteurs différents pour Amnesy International, non traduit en français
- (en) We come Apart, Bloomsburry, 2017, 325 p.,  (ISBN 978-1408878880), écrit en collaboration avec Brian Conaghan, non traduit en français

## Récompenses
- 2013 : Sélectionnée pour la Médaille Carnegie pour son roman Swimming Pool[3]

- 2015 : Sélectionnée pour la Médaille Carnegie pour son roman Apple and Rain[4]
- 2016 : Prix de la meilleure fiction Young-Adult du magazine The Bookseller pour son roman Inséparables[5]
- 2016 : Prix CBI Book of the Year pour Inséparables[6]
- 2016 : Médaille Carnegie pour Inséparables[7]
- 2017 : Prix des vieux lecteurs du Red House Children's Book Award (en) pour Inséparables
- 2018/2019 : Sélectionné dans la catégorie 3e/Lycée du prix des Incorruptibles[8] pour Inséparables
- 2019 : Prix Sainte-Beuve des collégiens pour Inséparables[9]
- 2020 : Deutscher Jugendliteraturpreis pour l'édition allemande de Moon Brothers[10]